# Asedio de Puerto Cabello (1812)
El Primer asedio de Puerto Cabello (30 de junio-6 de julio de 1812) fue un enfrentamiento militar entre las fuerzas sitiadoras de la Primera República de Venezuela y las defensoras leales al Imperio español, librado durante la campaña de reconquista de Monteverde.

## Antecedentes
El 2 de mayo de 1812, el joven coronel republicano Simón Bolívar es puesto al mando de la guarnición de Puerto Cabello, donde estaba el imponente castillo San Felipe, en cuyos calabozos se destinaban los prisioneros realistas. La situación se mantuvo relativamente estable hasta que el 30 de junio el encargado de la fortaleza mientras sus superiores estaban en la ciudad, Francisco Fernández Vinoni, un subteniente de las milicias de Aragua de origen canario, se sublevó junto a los presos. A su orden, los presos políticos y comunes y parte de los soldados se sublevaron; su plan incluía originalmente matar o encarcelar a Bolívar. Rápidamente la guarnición fue encarcelada. Se hacen dueños de más de 3000 fusiles y gran cantidad de pólvora, municiones y piezas de artillería guardados en los almacenes.

## Asedio
Los 1000 prisioneros también se hicieron dueños de víveres capaces de mantener a 300 hombres por tres meses, irónicamente los republicanos habían acopiado todas esas reservas para refugiarse en el castillo. Bolívar quedó con 16 000 cartuchos que estaban afuera de la fortaleza y 300 soldados leales. Inmediatamente, los monárquicos se dedican a bombardear la rada y la ciudad, hundiendo el bergantín Argos, dañando al Celoso, capturando dos goletas y una lancha cañonera, enarbolando en ellas el pabellón real, y provocando que muchos vecinos huyan. Esta acción tuvo como consecuencia inmediata que Francisco de Miranda no pudiera perseguir a Domingo de Monteverde tras la batalla de La Victoria (20-29 de junio).
Bolívar fue avisado en su posada por el teniente coronel Miguel Carabaño Aponte a las 11:30 horas, poco antes que los monárquicos bombardeen la ciudad. El coronel decide asediar la ciudad mientras que el gobierno republicano se niega a enviarle refuerzos mientras sufre numerosas deserciones. El 4 de julio una columna de corianos monárquicos es enviada desde Valencia bajo las órdenes del capitán Tomás Montilla. Bolívar decide enviar a los coroneles Diego Jalón y José Mires con 200 hombres a detenerlos, pero en el combate de Aguas Calientes los patriotas son completamente aniquilados. Jalón es capturado, solamente Mires y 6 soldados logran escapar. Tras esto, quedan apenas 40 republicanos para el asedio para enfrentar a 200 soldados realistas atrincherados y los 500 corianos que estaban llegando.

## Consecuencias
El 6 de julio, Bolívar y 8 oficiales embarcan en el bergantín Celoso, navío capitaneado por un español, en el puertillo de Borburata con rumbo a La Guaira. La tropa, abandonada por sus líderes, se rinde ese mismo día o huyen en lanchas y transportes. El bergantín con tres lanchas es perseguido por una goleta realista pero logra escapar. La noticia de la rebelión llega el 2 de julio y tres días después Miranda anuncia sus intenciones en una cena a sus oficiales. Para entonces los valles de Aragua estaban ocupados y la capital estaba prácticamente cercada, pasando hambre la población civil y el ejército.
Fernández Vinoni fue capturado en la batalla de Boyacá en 1819 y cuando Bolívar lo reconoció entre los prisioneros fue fusilado en el acto.